# Horabagrus
Horabagrus ist eine asiatische Welsgattung, deren Arten im südindischen Bundesstaat Kerala vorkommen.
Horabagrus brachysoma kommt in Flüssen und in den Backwaters vor, während Horabagrus nigricollaris bisher nur aus dem Chalakudy River und dem Periyar River bekannt ist.

## Merkmale
Horabagrus-Welse werden 23,5 bis 45 cm lang und haben einen gedrungenen Körper von bräunlicher Farbe. Der Kopf ist breit und flach. Seine Länge beträgt 25,1 bis 36,9 % der Standardlänge. Die weit vorn stehende Rückenflosse ist kurz, hoch und fähnchenartig. Ihr hinten gesägter Stachel erreicht eine Länge von 20,5 bis 30,7 % der Standardlänge. Die Afterflosse ist lang, die Schwanzflosse gegabelt. Ihre Spitzen sind abgerundet. Eine Fettflosse ist vorhanden.
Das auffälligste Unterscheidungsmerkmal der Arten ist die dunkle, weißlich umrandete Markierung auf dem Vorderkörper, die bei Horabagrus brachysoma aus einem dunkeln Fleck auf jeder Seite besteht, während sie bei Horabagrus nigricollaris sattelförmig ausgeprägt ist und quer über den vorderen Rücken zusammenläuft. Während Horabagrus brachysoma ist vor allem grün-gelblich gefärbt.

## Systematik
Horabagrus wird im Allgemeinen der Familie der Stachelwelse (Bagridae) zugeordnet, neuerdings aber zunehmend in eine eigenständige Familie (Horabagridae) und nach Molekularbiologischen Untersuchungen als Verwandte der Asiatischen Glaswelse (Ailiidae) in die „Big Asia“-Gruppe gestellt.

## Gefährdung
Die Arten sind in ihrem Bestand bedroht. Die IUCN stuft Horabagrus brachysoma als gefährdet (Vulnerable) und Horabagrus nigricollaris als stark gefährdet (Endangered) ein.